# Batalla d'Ània
La batalla d'Ània es va lliurar entre el mes de juny i juliol del 1304 a Ània (Península d'Anatòlia) i va enfrontar la Companyia Catalana d'Orient, que servia l'emperador romà d'Orient, Andrònic II Paleòleg, contra les tropes turques del beilicat (o gavella) de Tin.

## Antecedents
Durant el 1302, tots els esforços militars de l'Imperi Romà d'Orient per aturar l'ofensiva dels turcs sobre Anatòlia havien resultat inútils. Davant d'aquesta situació, l'emperador romà d'Orient, Andrònic II Paleòleg, contractà els serveis d'una unitat de mercenaris, la Companyia Catalana d'Orient, organitzada per Roger de Flor i formada per almogàvers veterans de la Guerra de Sicília. La Companyia salpà del Regne de Sicília el mes d'agost del 1303 i desembarcà a Constantinoble el setembre del 1303.

## Guerra contra els emirats turcs
La primera acció militar de la Companyia contra els turcs tingué lloc pocs dies després de la seva arribada, quan en la batalla del riu Cízic derrotaren i exterminaren sistemàticament les tropes turques del beilicat dels karàsides que assetjaven el Cap de l'Artaqui. Donada la proximitat de l'hivern però, la Companyia decidí eixhivernar al mateix Cap de l'Artaqui.
La campanya del 1304 s'havia d'iniciar el mes d'abril i tenia per principal objectiu alliberar la ciutat romana de Filadelfia, assetjada pels turcs de l'Emirat dels germiyànides. Però un enfrontament amb els mercenaris alans que formaven brigada amb la Companyia endarrerí l'inici de l'expedició. Després de l'enfrontament els mercenaris alans es negaren a continuar amb la Companyia, i tan sols uns 1.000 decidiren continuar sota les ordres de Roger de Flor. La campanya s'inicià finalment a primers de maig i les tropes de què disposava Roger de Flor sumaven uns 6.000 homes de la Companyia (1.500 homes a cavall i 4.500 almogàvers), 1.000 alans, i algunes unitats de romans d'Orient a les ordres del gran arcont Marules.
Trancorreguts uns dies de maig, la Companyia arribà a la ciutat romana d'Achyraus i des d'allí travessaren les muntanyes i baixaren per la vall del riu Kaïkos, caient per sorpresa sobre la ciutat de Germe, plaça forta romana que s'havia rendit als turcs. Aquests, en tenir notícies de l'arribada de la Companyia, s'aparellaren ràpidament i iniciaren l'evacuació de la ciutat, però tot i la precipitació de la fugida, el turcs no pogueren evitar l'escomesa de catalans i aragonesos que atacaren durament la ressaga turca en la batalla de Germe.
Des de Germe, la Companyia reprengué la seva ruta travessant Chliara, on rebé petició d'ajut de diverses guarnicions romanes d'Orient. Però Roger de Flor es negà a dispersar les seves tropes, perquè la seva estratègia passava per reservar totes les tropes disponibles per a l'exèrcit de maniobra, evitant desgastar-lo en atacs menors o petites escaramusses; l'objectiu principal era el de socórrer Filadelfia, on Roger de Flor sabia que es trobava el gruix de les tropes turques de l'Emirat de Germiyan i on trobaria la batalla decisiva. D'aquesta manera, la Companyia continuà el camí per Tiatira i s'internà en els primers contraforts de la vall del riu Hermos, per dirigir-se directament cap a Filadelfia.
Quan el bey Yakup bin Ali Şir, al capdavant de la coalició de tropes turques de l'Emirat dels germiyànides (Gabella de Cesa) i de l'emirat de Tin (Gabella de Tin), fou informat de l'arribada imminent de la Companyia, decidí aixecar el campament de setge sobre Filadelfia i s'aparellà per enfrontar-s'hi en un camp de batalla propici. Tot i la rapidesa del bey turc, la Companyia havia recorregut els 140 km que separaven Germe de Filadelfia a marxes forçades i prengué contacte amb l'exèrcit turc a l'albada prop d'Àulax, situat a tan sols un jorn de distància de Filadelfia. Després d'aparellar-se per la batalla, la infanteria lleugera almogàver es llençà a l'atac i la càrrega arribarà sobre les línies turques i començaren a clarejar les seves línies provant de trencar la seva formació. Per la seva banda, Roger de Flor menà la seva cavalleria pesant contra la cavalleria lleugera turca i aconseguí aturar les envestides turques. Passat el migdia, a l'hora Nona, el centre de la formació turca col·lapsà i Yakup bin Ali Şir caigué ferit; ràpidament fou retirat del camp de batalla i les tropes turques iniciaren la fugida de manera desorganitzada, quedant exposants a la cacera de la cavalleria de Roger de Flor.
Després de la retirada general dels turcs, la Companyia es dedicà a assegurar la zona i a pentinar sistemàticament el territori a la cacera de tropes enemigues colgades. Després de 8 dies al campament i havent assegurant el perímetre de la ciutat, les tropes de Roger de Flor es dirigiren cap a Filadelfia on foren rebuts efusivament i entraren en desfilada triomfal. Gràcies a la victòria de la batalla d'Àulax, la Companyia s'havia convertit en el poder militar hegemònic d'Anatòlia i ja res no podia aturar a Roger de Flor.
Des de Filadelfia la Companyia retrocedí per la vall riu Hermos i entrà en la prefectura de la ciutat de Magnèsia del Sipilos, l'únic territori que encara restava sota control dels romans d'Orient a Anatòlia. Magnèsia del Sipilos comptava amb unes sòlides muralles, que en garantien la seva defensa; a més, es trobava propera a la costa, a uns quilòmetres de distància de Quios, illa on es trobava ancorada la flota de la Companyia a les ordres de Ferrando d'Ahones. Donades aquestes circumstàncies, Roger de Flor decidí ocupar la ciutat romana d'Orient per fixar-hi el seu quarter general, traslladar-hi el botí de guerra acumulat i acantonar-hi les tropes. Roger de Flor, pels grecs començava a actuar no ja tan sols com un cabdill militar, sinó com si fos el governador de tota Anatòlia, fet que li suposà la rivalitat amb el prefecte del territori romà, Nostongos Ducas, i el governador de la ciutat de Magnèsia, Demetri Ataliota.
Després d'haver deixat el botí de la Companyia i una petita guarnició formada per almogàvers a la ciutat de Magnèsia, les tropes de Roger de Flor anaren a la ciutat de Nif, on tot just arribar-hi reberen petició d'auxili de dos habitants de Tira. Les restes de les tropes turques derrotades en la batalla d'Àulax s'havien unit a les tropes de l'Emirat de Menteşe-oğhlu i havien començat a atacar la ciutat de Tira. Roger de Flor prengué la meitat de les seves tropes i ordenà a l'altra meitat que retornés a Magnèsia del Sipilos.
La Companyia arribà a les murades de Tira en plena nit, sense que els turcs descobrissin la seva presència, i entraren a la ciutat. L'endemà al matí els turcs començaren a agrupar-se a la planúria davant de la ciutat moment en què les tropes cabdellades per Corberan d'Alet sortiren violentament de la ciutat i envestiren les aterrides tropes turques. Presos del pànic, els turcs que aconseguiren sobreviure a l'atac començaren a fugir cap a les muntanyes properes a ciutat. Corberan d'Alet decidí mantenir la persecució contra els turcs en retirada i per millorar la seua visió enmig de la polseguera i la calor no dubtà a llevar-se el seu casc; just en aquell moment, una sageta turca li impactà al cap i morí a l'instant. Les tropes almogàvers, commocionades per la mort del manescal de la Companyia, deturaren la persecució i començaren a replegar-se portant el cadàver de Corberan d'Alet, mentre els turcs reprengueren la seva fugida.

## Batalla
Mentre transcorria la batalla de Tira, arribà a Ània procedent del Regne de Sicília en Bernat de Rocafort amb 200 homes a cavall i 1.000 almogàvers. Roger de Flor es reuní amb Bernat de Rocafort i li proposà convertir-se en nou manescal de la Companyia en substitució del difunt Corberan d'Alet. Ambdós cabdills arribaren a un acord i la Companyia, amb els nous reforços, es concentrà a Ània.
Per la seva part, les tropes supervivents del beilicat de Tin aconseguiren reagrupar-se prop d'Ània i començaren a assetjar la seva horta. Sense rebre ordres dels cabdills de la Companyia, la host almogàver obrí les portes de la ciutat i envestí frontalment els turcs. Derrotats novament, iniciaren la retirada però foren perseguits fins a l'arribada de la nit, que els salvà d'un desastre major. Al camp de batalla restaven morts 1.000 turcs de a cavall i 2.000 turcs de peu.

## Conseqüències
Després d'aquesta nova victòria la Companyia havia consolidat la seva posició a la costa i havia derrotat els turcs en tots els enfrontaments que havien tingut. Després de 15 dies d'estada a Ània, Roger de Flor acordà d'endinsar-se cap a l'interior d'Anatòlia i buscar una nova batalla decisiva.